# 馬格河
47°07′48″N 9°04′08″E / 47.13007°N 9.06883°E

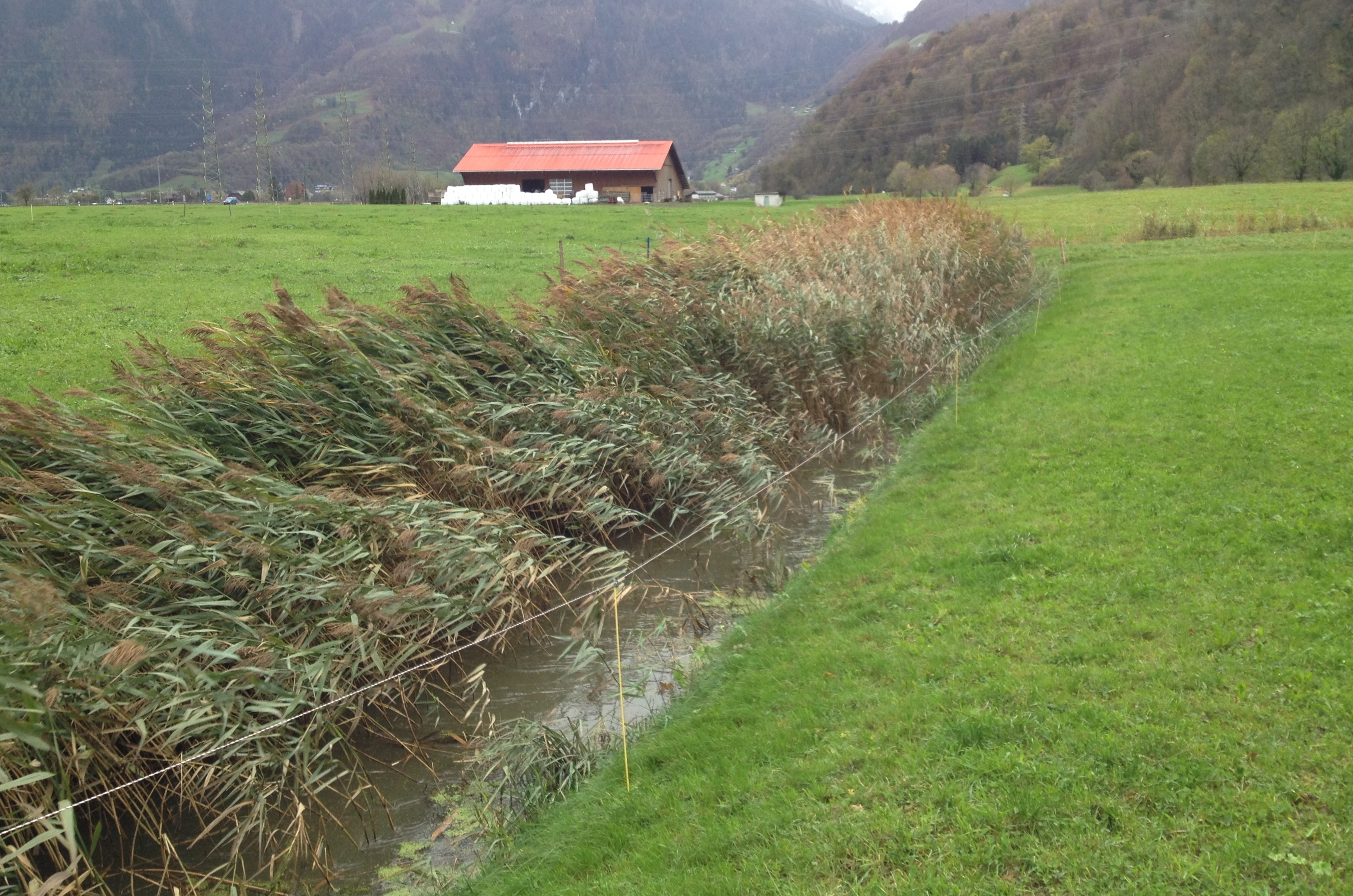

馬格河是瑞士的河流，位於該國東北部，流經聖加侖州，屬於林特河的支流，河道全長約3.1公里，流域面積2.3平方公里，河口處在比伯利肖普夫山。